# Edward Bawden
Edward Bawden (* 10. März 1903 in Braintree, Essex; † 21. November 1989 in Saffron Walden, Essex) war ein britischer Maler, Grafiker, Illustrator und Designer. Er gilt als einer der vielseitigsten Künstler Großbritanniens im 20. Jahrhundert und ist vor allem für seine Linolschnitte, Buchillustrationen und Plakatgestaltungen bekannt.

## Leben
Edward Bawden wurde 1903 in Braintree, Essex, als einziges Kind von Edward und Eleanor Bawden geboren. Nach dem Besuch der Cambridge School of Art von 1918 bis 1922 setzte er seine Ausbildung am Royal College of Art in London fort, wo er von 1922 bis 1926 unter anderem bei Paul Nash studierte. Dort lernte er auch Eric Ravilious kennen, mit dem ihn eine lebenslange Freundschaft verband. Bereits während seines Studiums erhielt er erste Aufträge, darunter ein Wandgemälde für das Morley College in London, das er gemeinsam mit Eric Ravilious ausführte. Nach seinem Studium arbeitete Bawden als freischaffender Künstler und Designer. Er unterrichtete am Goldsmiths' College und später am Royal College of Art. Zu seinen Kunden zählten Curwen Press, Shell, Fortnum & Mason, Twinings, London Transport und die Westminster Bank.

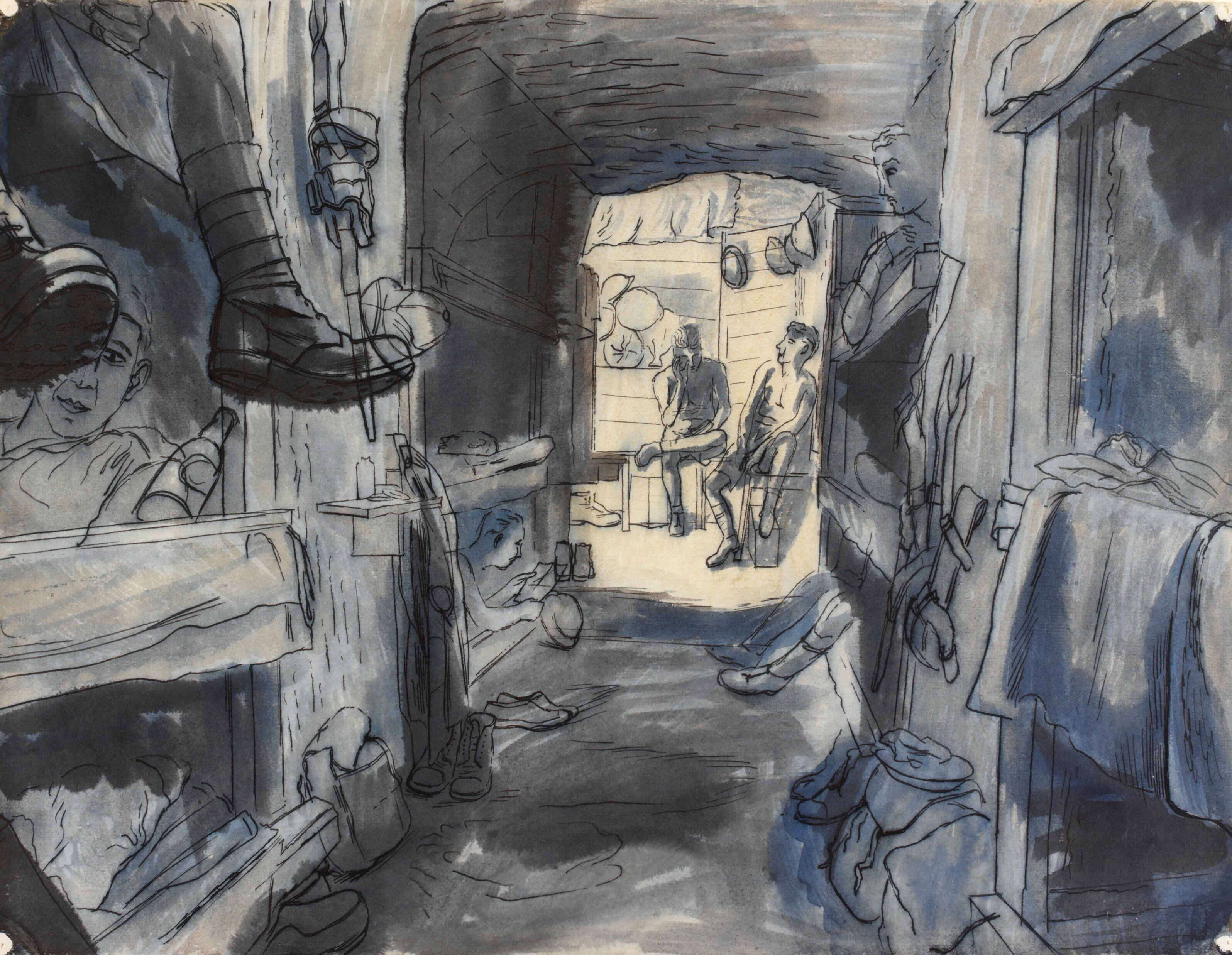
Edward Bawden: A Military Hospital, Middle East, entstanden zwischen 1939 und 1945. Imperial War Museum, London

Während des Zweiten Weltkriegs war Edward Bawden offizieller Kriegskünstler. Er war in Frankreich, Belgien, Nordafrika und im Nahen Osten tätig und dokumentierte das Kriegsgeschehen in zahlreichen Aquarellen und Zeichnungen. Nach dem Krieg lebte und arbeitete er in Great Bardfield, Essex, wo er Mitglied der Künstlervereinigung Great Bardfield Artists war. Nach dem Tod seiner Frau Charlotte 1970 zog er nach Saffron Walden, wo er bis zu seinem Tod 1989 lebte.

## Werk
Edward Bawden war ein vielseitiger Künstler, der in verschiedenen Medien arbeitete, darunter Aquarell, Linolschnitt, Lithografie und Zeichnung. Seine Arbeiten zeichnen sich durch klare Linien, dekorative Motive und einen oft humorvollen Ton aus. Besonders bekannt sind seine Linolschnitte aus den 1950er und 1960er Jahren wie Brighton Pier (1958) und Liverpool Street Station. Als Buchillustrator arbeitete er unter anderem für Faber and Faber und illustrierte Werke wie Good Food von Ambrose Heath (1932). Seine Illustrationen zeichnen sich durch einen spielerischen Umgang mit Perspektive und Zeichnung sowie einen feinen Sinn für Humor aus.

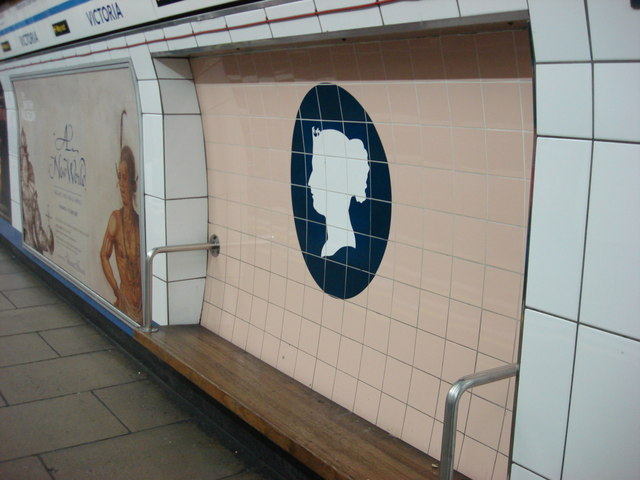
Blaue Kamee von Königin Victoria auf rosa Hintergrund von Edward Bawden. Das Motiv befindet sich auf den Bahnsteigen der Victoria Line, London Underground

Edward Bawden war auch als Designer von Tapeten, Postern und Wandmalereien tätig. Er entwarf Plakate für die Londoner U-Bahn und schuf Wandmalereien für das Festival of Britain 1951 und die Expo 67 in Montreal. Seine Werke sind in zahlreichen öffentlichen Sammlungen vertreten, darunter die Tate Gallery, das Victoria and Albert Museum und das Imperial War Museum.